# Concordia (TV-serie)
Concordia är en tysk thriller- och dramaserie från 2024. Serien är regisserad av Barbara Eder och showrunner är Frank Doelger. Första säsongen, som består av sex avsnitt, hade premiär på Sky Showtime den 23 maj 2024.

## Handling
Serien utspelar sig i den fiktiva svenska staden Concordia som styrs av AI som bygger på övervakning och datainsamling. De som styr i Concordia drivs inte av ondskefulla och själviska syften utan av att skapa något säkert och stort för medborgarnas bästa.

## Rollista (i urval)
- Ruth Bradley – Thea Ryan
- Nanna Blondell – Isabella Larsson
- Christiane Paul – Juliane Ericksen
- Steven Sowah – Noah Ericksen
- Ahd Kamel – Fatemah Amin
- Hugo Becker